# Circuito de Montjuïc
El Circuito de Montjuïc era un circuito de carreras semipermanente situado en la montaña de Montjuic en Barcelona, España. Entre otras pruebas, albergó el Gran Premio de España de Fórmula 1 en las temporadas 1969, 1971, 1973 y 1975.

## Historia

### Automovilismo
Ya desde 1908, se disputaban carreras internacionales en Cataluña con la Copa Cataluña, en el Circuito del Bajo Panadés. En 1923 se disputa el primer Gran Premio automovilístico de España en el circuito permanente Sitges-Terramar, cerca de Barcelona.
En 1932 se disputa una carrera automovilística urbana en Barcelona, partiendo del Parque de Montjuïc y desde 1933 a 1936 se utiliza anualmente este circuito para el Gran Premio de Penya Rhin, que desde esa época tiene prácticamente el mismo recorrido.
Tras el paréntesis bélico, las principales competiciones automovilísticas se reanudan en la ciudad en 1946, si bien se trasladan a otro circuito urbano, el Circuito de Pedralbes, en el que se celebran las primeras pruebas de Fórmula 1 organizadas en España. Sin embargo, el endurecimiento de las medidas de seguridad luego del desastre de Le Mans en 1955 provocan el abandono de dicho circuito a partir de 1955.
En 1968, España consigue recuperar la organización de un Gran Premio puntuable para el Campeonato del Mundo de Fórmula 1. Ese año, el Gran Premio de España se lleva a cabo cerca de Madrid, en el circuito del Jarama, acordándose alternar anualmente el escenario de la prueba entre dicho circuito y el de Montjuïc. El primer Gran Premio de España disputado en el circuito de Montjuïc se celebra el 4 de mayo de 1969, seguido de las ediciones de 1971, 1973 y 1975.
El Gran Premio de España de 1975 estuvo marcado por la tragedia. Durante las prácticas hubo incidentes que hicieron dudar sobre la seguridad del circuito. Emerson Fittipaldi, dos veces ganador del campeonato, se retiró de la carrera en protesta después de la primera vuelta. En la vuelta 26, el vehículo de Rolf Stommelen perdió el alerón, chocando contra la valla y matando a cuatro espectadores. La carrera fue detenida y se declaró ganador a Jochen Mass, obteniendo la mitad de los puntos. El circuito fue eliminado del calendario internacional de Fórmula 1 a partir de dicha fecha.

### Motociclismo
El circuito albergó el Gran Premio de España de Motociclismo entre los años 1950 y 1968, así como en 1970, 1972, 1974 y 1976. Salvo en la edición inaugural y entre 1956 y 1960, siempre formó parte del Campeonato Mundial de Motociclismo de velocidad.
El circuito fue también el escenario de las 24 horas de Montjuïc, prueba de resistencia para motos celebrada anualmente entre 1955 y 1986. Desde 1960 hasta 1982 fue puntuable para el Campeonato Mundial de Motociclismo de Resistencia, en sus diferentes denominaciones. En ese último año se produjo un boicot de las principales escuderías y la FIM decidió apartar a la prueba del campeonato a partir de 1983, al considerar que el circuito había quedado desfasado. Aun así, las 24 horas siguieron celebrándose hasta 1986, año en el que un trágico accidente provocó la definitiva cancelación.

### Ciclismo
Con ligeras variantes, el circuito fue también escenario de importantes pruebas ciclistas, bien en su totalidad o como recinto de llegada de alguna etapa, disputándose los kilómetros finales dando una o varias vueltas a su recorrido:
- Campeonato Mundial de Ciclismo en Ruta: 1973 y 1984.
- Campeonato de España de Ciclismo en Ruta: 1971, 1973 y 1984.
- Vuelta a España: 1935, 1936, 1941, 1942, 1945, 1946, 1947, 1956, 1957, 1958, 1959, 1960, 1961, 1962, 1963, 1964, 1965, 1966, 1967, 1968, 1970, 1972, 1973, 1975, 1977, 1978, 1986, 1987, 1995, 1999, 2012, 2023.
- Volta a Cataluña: 2013-2019, 2021-2023.
- Tour de Francia: 1957 y 1965.

## Trazado
Era un circuito donde se circulaba en sentido opuesto a las manecillas del reloj. Tenía dos partes, una lenta y una muy rápida, lo que representaba todo un reto para encontrar la configuración ideal de los vehículos.
En 2004, el ayuntamiento de Barcelona decidió señalizar el trazado del antiguo circuito.

## Ganadores

### Fórmula 1
| Año  | Piloto             | Constructor  | Fecha       | Resultados |
| ---- | ------------------ | ------------ | ----------- | ---------- |
| 1933 | Juan Zanelli       | Alfa Romeo   | 25 de junio | Resultados |
| 1934 | Achille Varzi      | Alfa Romeo   | 17 de junio | Resultados |
| 1935 | Luigi Fagioli      | Mercedes     | 30 de junio | Resultados |
| 1936 | Tazio Nuvolari     | Alfa Romeo   | 7 de junio  | Resultados |
| 1969 | Jackie Stewart     | Matra-Ford   | 4 de mayo   | Resultados |
| 1971 | Jackie Stewart     | Tyrrell-Ford | 18 de abril | Resultados |
| 1973 | Emerson Fittipaldi | Lotus-Ford   | 29 de abril | Resultados |
| 1975 | Jochen Mass        | McLaren-Ford | 27 de abril | Resultados |

## Martini Legends

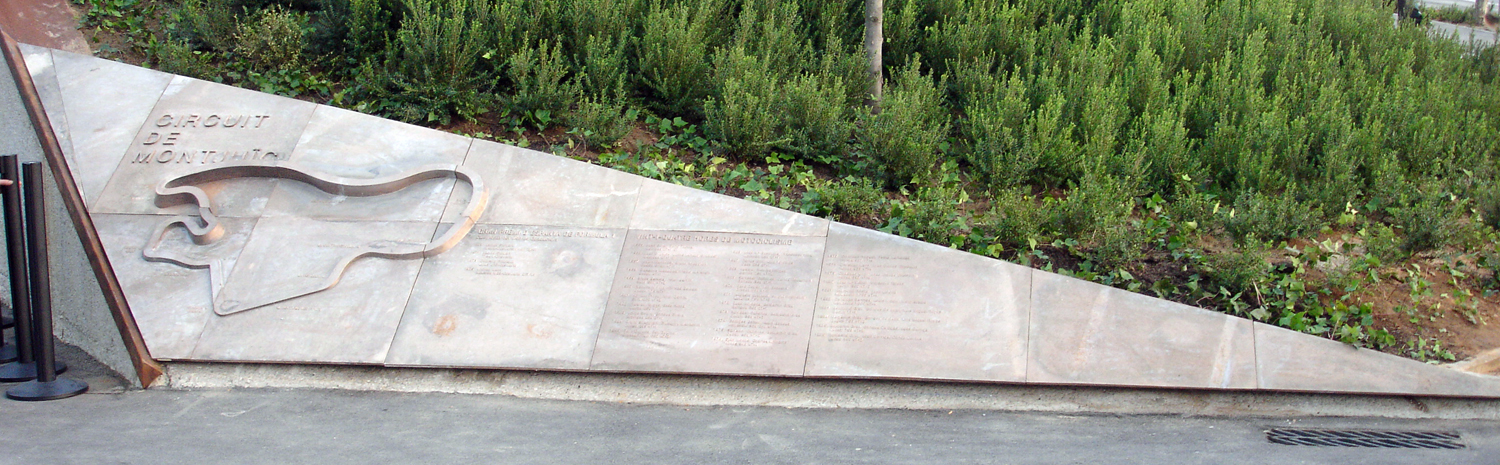
Placa conmemorativa inaugurada el 13 de octubre de 2007 para recordar el circuito.

Coincidiendo con el 75 aniversario de la creación del circuito, los días 13 y 14 de octubre de 2007 se recreó el trazado urbano y el ambiente original, con la participación de más de 80 vehículos de época y pilotos destacados como Emerson Fittipaldi o Marc Gené.
El evento fue iniciativa del Ayuntamiento de Barcelona, Bacardi España, Last Lap y Ferrari.